# Anepsion fuscolimbatum
Anepsion fuscolimbatum är en spindelart som först beskrevs av Simon 1901.  Anepsion fuscolimbatum ingår i släktet Anepsion och familjen hjulspindlar. Inga underarter finns listade i Catalogue of Life.